# بقلة الملك
بقلة الملك أو شاهترج أو بقلة ملوكية أو كليلة أو فيوماريا أو شاهرج مخزني (الاسم العلمي: Fumaria  officinalis)، هو نبات عشبي سنوي مزهر ينتمي إلى (فصيلة: Fumariaceae).